# 高桥竹山
第一代・高桥竹山（たかはし ちくざん、1910年6月18日—1998年2月5日）是演奏津轻三味线的名人。本名高桥定藏。他是在全国范围内推广津轻三味线这一地方艺术的第一人。也是演歌歌手北岛三郎的曲《風雪中流浪之旅》（風雪ながれ旅）的原型。

## 生平
在青森县东津轻郡的平内村（现在的平内町）出生。
高桥竹山3岁的时候患有麻疹愈加严重而导致半失明，之后在附近的盲人门付艺人戸田重次郎家中当学徒，17岁的时候沿着北海道的东北北部卖艺。
1933年（昭和8年）3月2日，高桥竹山在三陆海岸的玉川旅馆里住宿，半夜遭受了强烈的地震。由于此次被称为昭和三陆地震的地震，旅馆被海啸袭击所摧毁。高桥在地震趋于平静后在海啸到来之前往旅馆的背后的山避难。
1938年（昭和13年）和巫女那由结婚。
随着太平洋战争的激化靠三味线支撑生活变得困难，1944年（昭和19年），为了取得针灸师与按摩师的资格而进入八户盲哑学校。这一时间他暂时从艺术世界中脱身。1950年（昭和25年）与被称为津轻民谣之神的伴奏成田云竹在各地演出。在那个时候接受了云竹给予的“竹山”艺名。1954年（昭和29年）与云竹一起在青森的民谣广播节目中演出。
对于成田云竹和高桥竹山，不仅只有伴奏，其他的津轻民谣也加上了三味线的伴奏，之后包括由云竹的作词作曲的《苹果节（りんご节）》等，大量的津轻民谣被成田云竹和高桥竹山的组合发掘以及制作发表了。
1963年（昭和38年）由国王唱片所出版的历史上首次的津轻三味线独奏密纹唱片《源流・高桥竹山の世界～津軽三味线》发售。由此，高桥竹山作为津轻三味线演奏者获得名声。
1964年（昭和39年）由于成田云竹的引退和隐居，云竹和竹山的组合解散。
1971年（昭和46年）青森广播播放了其所拍摄的关于高桥竹山的纪录片《寒拔》，一般来说，这是高桥竹山出名的契机。同年该纪录片文化厅艺术祭评选为优秀奖。
1973年（昭和48年）在渋谷ジァン·ジァン小剧场首次出演。并在此后定期举办的演奏会上逐渐成为了津轻三味线浪潮中的先行者。
1975年（昭和50年）出版自传《津軽三味线ひとり旅》。
1977年（昭和52年）新藤兼人编剧及监制电影«竹山ひとり旅»作为日本代表作品在莫斯科国际电影节上展出。竹山一役由林隆三出演。
1986年（昭和61年）美国纽约·华盛顿·圣弗朗西斯科·夏威夷等七城市公演使全世界都认识了津轻三味线。纽约时报评价他为“就如同通灵一般，把听众心中的共鸣不停的理顺，聚拢。与其说是大师还不如说是魔法师。”
1993年（平成5年）妻子那由去世。
1998年（平成10年）2月5日，因咽喉癌在平内町立中央病院去世。享年87岁。追授法名“风雪院调弦竹山居士”（风雪院调弦竹山居士）。
晚年逐渐感觉到自己的衰老于是退役，在最后的公演中将‘二代目高桥竹山’的称号传给与其同场演出的内室弟子竹与。纵使有其他弟子但竹山只认同竹与一人。

## 褒历
- 1961年（昭和36年）日本民谣协会技能章
- 1971年（昭和46年）青森县文化奖
- 1974年（昭和49年）财团法人日本民谣协会"名人位"
- 1975年（昭和50年）第9届吉川英治文化奖和第12届每日新闻文化奖
- 1982年（昭和57年）第三届松尾艺能奖
- 1983年（昭和58年）勋四等瑞宝章
- 1988年（昭和63年）宝丽传统文化特奖
- 1996年（平成8年）平内町名誉市民

## ‘叩三味线’与‘弹三味线’
竹山在艺术表现风格上素有「弹三弦」之称，这是竹山在大众媒体登场同时代的另一津轻三味线艺人木田林松的得意技。在技法上与现代主流的「拨」与「叩」相对应。但是这是一个无庸置疑的误会。某次竹山在接受媒体访问时被问到“三味线的演奏方式是‘「弹」’还是‘「叩」’”。竹山却不明其意的说道三味线是弹的（弦）乐器。事后竹山并没有展示三味线的具体演奏方法，只认为「正如太鼓是「叩」的（打击）乐器」、「尺八是吹的（管）乐器」之类的问题。然后此事一直流传，就变成了‘竹山「弹」三味线’这一说法。

## 关联词条
- 田中忠三郎